# ミリー・ギブソン
ミリー・ギブソン（Millie Gibson、2004年6月19日 - ）は、イングランドの女優。2017年にイギリスのテレビドラマ Love, Lies and Records でデビューし、Butterfly や『コロネーション・ストリート』に出演。2023年の「ルビー・ロードの教会」から『ドクター・フー』に主要登場人物ルビー・サンデー役で出演。本名はAmelia Eve Gibson。

## 生い立ち
ギブソンは2004年6月19日にグレーター・マンチェスターで生まれた。乳児の時代に階段から転落しており、その傷が右の眉に残っている。ギブソンの出身はブロードボトムのTameside (en) の村であり、オールダムのブルーコートスクール (en) に進学した。ギブソンはOldham Theatre Workshop (en) でドラマの授業を受講し、そこでManchester Media Cityの芸能事務所であるScream Managementの注目を受け、Scream Managementが代理人を務めるようになった。

## キャリア

### Jamie Johnson、Love, Lies and Records、Butterfly
ギブソンは2017年にCBBCのテレビシリーズ Jamie Johnson にIndira Cave役で出演し、デビューを果たした。ギブソンは第2シリーズと第3シリーズにも出演し、合計17エピソードでの出演となった。2017年11月には、BBC Oneのテレビドラマシリーズ Love, Lies and Records にMia役で出演した。
2018年10月にはITVの三部作ドラマシリーズ Butterfly にLily Duffy役で出演した。

### コロネーション・ストリート
2019年6月にギブソンはITVのソープオペラ『コロネーション・ストリート』にKelly Neelan役で出演した。5エピソードに出演したのち 、2020年4月にレギュラーキャラクターとして復帰。Kellyを演じたことでギブソンは2022年にThe British Soap Awards (en) を受賞した。さらに同年、ギブソンはInside Soap Awards (en) の最優秀女優賞にもノミネーションされた。
2022年8月には、ギブソンが既にソープオペラを去る決意をしていたこと、および年内に降板することが報じられた。

### ドクター・フー
2022年11月、BBCによる年1回の長時間テレビ放送チルドレン・イン・ニードにて、ギブソンが2023年から15代目ドクター（演：チュティ・ガトゥ）のコンパニオンであるルビー・サンデー役で『ドクター・フー』に出演することが明かされた。2023年のクリスマススペシャル「ルビー・ロードの教会」で同番組にデビューし、2025年の第15シリーズにも続投することが明かされた。また2025年には新たにVarada Sethuもキャストに加わるとされている。

## 出演作

### テレビ
| 年        | 題名                                             | 役               | 注釈                   | 出典   |
| --------- | ------------------------------------------------ | ---------------- | ---------------------- | ------ |
| 2017–2018 | Jamie Johnson                                    | Indira Cave      | 主要人物               | [ 9 ]  |
| 2017      | Love, Lies and Records                           | Mia              | Episode #1.3           | [ 11 ] |
| 2018      | Butterfly                                        | Lily Duffy       | 主要人物               | [ 14 ] |
| 2019–2022 | 『コロネーション・ストリート』 Coronation Street | Kelly Neela      | レギュラーキャラクター | [ 15 ] |
| 2023–現在 | 『ドクター・フー』 Doctor Who                    | ルビー・サンデー | 主要人物               | [ 23 ] |
| TBA       | The Forsyte Saga                                 | Irene            | 撮影中                 | [ 25 ] |

### 舞台
| 年   | 題名              | 役         | 会場                    | 出典   |
| ---- | ----------------- | ---------- | ----------------------- | ------ |
| 2015 | Eyam              | Joy Foster | Oldham Coliseum Theatre | [ 26 ] |
| 2015 | Comfort and Joy   | Grace      | Oldham Theatre Workshop | [ 26 ] |
| 2019 | Prom! The Musical | Lisette    | Oldham Coliseum Theatre | [ 27 ] |

### ラジオ
| 年   | 題名        | 役          | 制作        | 注釈        | 出典   |
| ---- | ----------- | ----------- | ----------- | ----------- | ------ |
| 2018 | Me Myself I | Esme        | BBC Radio 4 |             | [ 28 ] |
| 2019 | Stone       | Alice Stone | BBC Radio 4 | 5エピソード | [ 29 ] |

## 賞とノミネート
| 年   | 賞                         | カテゴリ                 | 作品                           | 結果       | 出典   |
| ---- | -------------------------- | ------------------------ | ------------------------------ | ---------- | ------ |
| 2022 | The British Soap Awards    | Best Young Performer     | 『コロネーション・ストリート』 | 受賞       | [ 30 ] |
| 2022 | National Television Awards | Serial Drama Performance | 『コロネーション・ストリート』 | 最終候補   | [ 31 ] |
| 2022 | Inside Soap Awards         | Best Actress             | 『コロネーション・ストリート』 | ノミネート | [ 20 ] |
| 2022 | I Talk Telly Awards        | Best Soap Performance    | 『コロネーション・ストリート』 | ノミネート | [ 32 ] |